# معبطلي
معبطلي بلدة وناحية إدارية تابعة لمنطقة عفرين في محافظة حلب في سوريا. تقع شمال غرب مدينة حلب قرب الحدود التركية. بلغ عدد سكان الناحية 11,741 نسمة حسب تعداد عام 2004. معظم سكان الناحية من الكرد.[بحاجة لمصدر]